# South San Gabriel
South San Gabriel és una concentració de població designada pel cens al Comtat de Los Angeles (Califòrnia). Segons el cens del 2000 tenia 7.595 habitants.

## Demografia
Segons el cens del 2000, South San Gabriel tenia 7.595 habitants, 2.091 habitatges, i 1.727 famílies. La densitat de població era de 3.533,1 habitants/km².
Dels 2.091 habitatges en un 37,6% hi vivien nens de menys de 18 anys, en un 57,6% hi vivien parelles casades, en un 17,7% dones solteres, i en un 17,4% no eren unitats familiars. En el 13,7% dels habitatges hi vivien persones soles el 6,5% de les quals corresponia a persones de 65 anys o més que vivien soles. El nombre mitjà de persones vivint en cada habitatge era de 3,52 i el nombre mitjà de persones que vivien en cada família era de 3,85.
Per edats la població es repartia de la següent manera: un 25% tenia menys de 18 anys, un 9% entre 18 i 24, un 29% entre 25 i 44, un 22,9% de 45 a 60 i un 14,1% 65 anys o més.
L'edat mediana era de 36 anys. Per cada 100 dones de 18 o més anys hi havia 93,5 homes.
La renda mediana per habitatge era de 51.136 $ i la renda mediana per família de 50.451$. Els homes tenien una renda mediana de 35.598 $ mentre que les dones 30.091 $. La renda per capita de la població era de 16.345 $. Entorn del 8,2% de les famílies i l'11% de la població estaven per davall del llindar de pobresa.

## Poblacions properes
El següent diagrama mostra les poblacions més properes.